# SN 2009ci
SN 2009ci – supernowa typu Ia odkryta 21 marca 2009 roku w galaktyce A113320-0924. W momencie odkrycia miała maksymalną jasność 19,00m.